# Stora Skällingen
Stora Skällingen är en sjö i Hedemora kommun i Dalarna och ingår i Dalälvens huvudavrinningsområde. Sjön har en area på 0,851 kvadratkilometer och ligger 127,1 meter över havet.

## Delavrinningsområde
Stora Skällingen ingår i det delavrinningsområde (670749-152339) som SMHI kallar för Utloppet av Stora Skällingen. Medelhöjden är 143 meter över havet och ytan är 2,84 kvadratkilometer. Det finns ett avrinningsområde uppströms, och räknas det in blir den ackumulerade arean 25,85 kvadratkilometer. Vattendraget som avvattnar avrinningsområdet har biflödesordning 3, vilket innebär att vattnet flödar genom totalt 3 vattendrag innan det når havet efter 192 kilometer. Avrinningsområdet består mestadels av skog (58 procent). Avrinningsområdet har 0,85 kvadratkilometer vattenytor vilket ger det en sjöprocent på 30 procent.